# Alfa Bank
Alfa Bank (russe : Альфа-банк) est une corporation du groupe Alfa, c'est la plus grande banque privée de la Russie. Ses sièges sociaux se trouvent à Moscou, rue Kalantchiovskaïa. Depuis octobre 1994 Piotr Aven est son président.
Une de ses filiales, Amsterdam Trade Bank, a été déclarée en faillite le vendredi 22 avril 2022 par le tribunal d'Amsterdam, dans un communiqué de la juridiction. Cette faillite semble être le fruit des sanctions ciblant Alfa Bank à la suite de l'invasion de l'Ukraine par la Russie.

## Identité visuelle (logo)

Ancien logo.
Logo actuel